# 赤旗の歌
「赤旗の歌」（あかはたのうた、英語: The Red Flag）は、労働歌・革命歌の1つである。英国労働党では準党歌に、北アイルランド社民労働党およびアイルランド労働党では党歌に定められている。いずれの党でも、全国大会の閉会式で歌われる。また、朝鮮人民軍（北朝鮮軍）の軍歌としても知られる。

## 歴史
1889年12月、アイルランド人のジム・コンネルがロンドンにおける港湾ストライキの折に作詞した。現在ではしばしばドイツ民謡『もみの木』(O Tannenbaum)の旋律に乗せて歌われるが、コンネル自身はロバート・バーンズが作曲した『The White Cockade』に乗せて歌われる事を想定していた。
こうして作られた『赤旗の歌』は、当時のアメリカ合衆国で盛んになっていた急進的な労働者運動の中で流行し、世界産業労働組合(IWW)が1909年に出版した労働歌集『リトル・レッド・ソングブック』でも紹介された。以後、世界各国の言語に翻訳され、現在まで世界中の左派政党や労働者グループによって歌われている。英国労働党では創設時より『赤旗の歌』を党歌の1つとして扱ってきた。
日本では1920年代に広まった。1921年、野坂参三がイギリスを追放された際にIWWの歌集を日本に持ち帰ったが、その中に赤旗の歌も収められていた。訳詞は何種類か作られたが、社会主義運動家の赤松克麿による訳詞を元としたものが特に広く知られ、いくつかのバリエーションがある。

### 赤旗歌
1930年代、日本統治下の朝鮮では赤松の日本語訳を元とした朝鮮語の訳詞と共に『赤旗歌』（朝鮮語: 적기가）として広まり、抗日運動家（共産主義者）によって歌われるようになった。日本の降伏後もこうした勢力により愛唱されていたが、反共の立場を取る韓国では1948年8月15日から歌唱が禁止された。現在、赤旗歌は国家保安法における「利敵表現物」と指定されている。2003年の映画『シルミド』では劇中歌として『赤旗歌』が使用されたが、これが国家保安法に違反しているとして監督の康祐碩が訴えられた。2004年、韓国放送公社（KBS）が番組中に『赤旗歌』を流したとして物議をかもした。
一方、北朝鮮では「革命歌謡」とされ、朝鮮戦争勃発以降は軍歌としても歌われた。2000年までの対外工作員向けの乱数放送（平壌放送）でのインターバル・シグナルとしても赤旗歌が使用された。